# فرودگاه جالگاون
فرودگاه جالگاون (به انگلیسی: Jalgaon Airport) یک فرودگاه همگانی است که یک باند فرود آسفالت دارد و طول باند آن ۱۴۱۶ متر است. این فرودگاه در شهر جالگاون کشور هند قرار دارد و در ارتفاع ۲۴۴ متری از سطح دریا واقع شده‌است.